# 圣皮埃尔迪蒙 (涅夫勒省)
圣皮埃尔迪蒙（法語：Saint-Pierre-du-Mont，法語發音：[sɛ̃ pjɛʁ dy mɔ̃] ⓘ）是法国涅夫勒省的一个市镇，属于克拉姆西区。

## 地理
圣皮埃尔迪蒙（47°23'22"N, 3°26'42"E）面积17.57 平方千米，位于法国勃艮第-弗朗什-孔泰大區涅夫勒省，该省份为法国中部省份，北至约讷省，西北接卢瓦雷省，西接谢尔省，南至阿列省，东南接索恩-卢瓦尔省，东临科多尔省。
与圣皮埃尔迪蒙接壤的市镇（或旧市镇、城区）包括：布勒尼翁、瓦涅、坎西莱瓦尔济、维利耶勒塞克、瓦尔济、库尔塞勒、科尔沃勒洛格约。

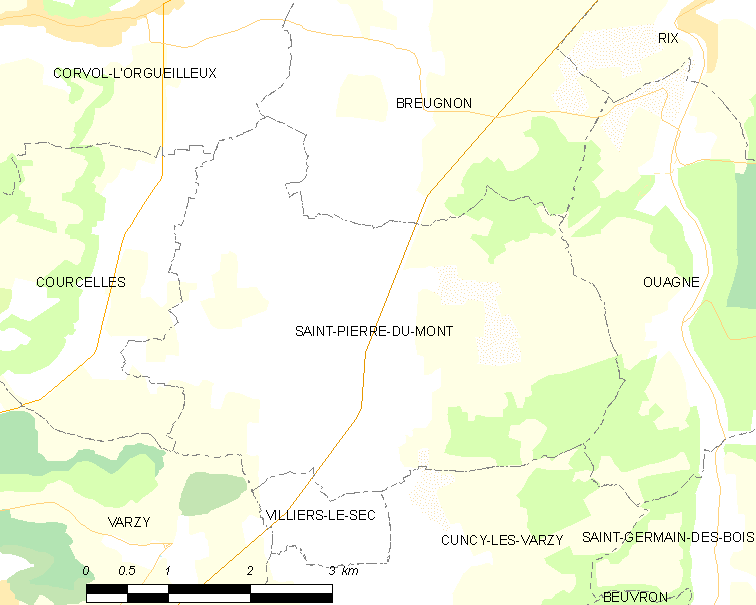
的OSM定位图

圣皮埃尔迪蒙的时区为UTC+01:00、UTC+02:00（夏令时）。

## 行政
圣皮埃尔迪蒙的邮政编码为58210，INSEE市镇编码为58263。

## 政治
圣皮埃尔迪蒙所属的省级选区为克拉姆西县。

## 人口

1962-2008年间人口变化图示

圣皮埃尔迪蒙于2022年1月1日时的人口数量为163人。